# Los Angeles Christmas Festival
Le Los Angeles Christmas Festival était un match annuel de football américain d'après-saison régulière et de niveau universitaire. 
Il fut joué qu'une seule fois, le 25 décembre 1924 au Los Angeles Memorial Coliseum de Los Angeles en Californie entre les équipes de Southern California (USC) et de Missouri. 
Il s'agissait de la première apparition dans un bowl pour Missouri et la seconde pour USC (ils avaient joué le Rose Bowl de 1923).
Un groupe conduit par Derek Dearwater envisagea de créer un nouveau Christmas Bowl en 2010.
Selon Dearwater, le match devait opposer la 7e équipe éligible de la Pac-10 (ou une équipe de la Mid-American Conference si la Pac-10 n'avait pas d'équipe éligible suffisante) contre la 2e équipe éligible de la Western Athletic Conference.
Il devait se jouer au L.A. Coliseum, soit le soir de la Noël ou le lendemain (le 27 décembre).
Ce groupe estime que l'organisation d'un bowl pourrait générer annuellement plus de 20 000 000 $ de retombée pour l'économie locale, la plus grande partie résultant des réservations d'hôtels, restaurants, divertissements, magasins de détail etc. Cela 
Il pourrait également représenter après le Rose Bowl, l’événement sportif ayant le second plus grand impact économique sur la région.
Une partie du bénéfice sur les tickets d'entrée sera reversée au Children's Miracle Network ("organisme réalisant des Miracles de Noël pour les enfants dans le besoin)
Cependant, la proposition fut en deçà des critères de délivrance des licences de la NCAA et notamment pour n'avoir su avancer assez de garantie au niveau d'un éventuel remplacement de l'équipe #7 de la Pac-10. 
Des efforts sont en cours pour tenter d'obtenir une nouvelle licence qui pourrait être délivrée entre 2014 et 2017. Actuellement, aucune date n'a pu être certifiée.

## Résultat
| Date             | Gagnant                | Score | Perdant                  | Assistance | Conférences                                                                     |
| ---------------- | ---------------------- | ----- | ------------------------ | ---------- | ------------------------------------------------------------------------------- |
| 25 décembre 1924 | Trojans de l'USC (8-2) | 20-07 | Tigers du Missouri (7–1) | 47 000     | Pacific Coast Conference - Missouri Valley Intercollegiate Athletic Association |

| Quart-temps        | 1 | 2 | 3  | 4 | Total |
| ------------------ | - | - | -- | - | ----- |
| Trojans de l'USC   | 0 | 0 | 20 | 0 | 20    |
| Tigers du Missouri | 0 | 0 | 0  | 7 | 7     |